# Ruslan Agalarov
Pour les articles homonymes, voir Agalarov.
Ruslan Agabekovitch Agalarov (en russe : Руслан Агабекович Агаларов), né le 21 février 1974 à Makhatchkala en Union soviétique, est un footballeur international ouzbek, devenu entraîneur à l'issue de sa carrière, qui évoluait au poste de milieu de terrain.
Il est le grand frère de Kamil Agalarov et le père de Gamid Agalarov.

## Biographie

### Carrière de joueur
Au cours de sa carrière de joueur, Ruslan Agalarov dispute notamment 80 matchs en première division russe, pour 8 buts inscrits, 269 matchs en deuxième division russe, pour 42 buts inscrits.
Il dispute également un match en Coupe de l'UEFA, avec l'Anji Makhatchkala.
Ayant disputé 459 matchs avec l'Anji Makhatchkala, toutes compétitions confondues, il reste à ce jour le joueur le plus capé de l'histoire du club.

### Carrière internationale
Ruslan Agalarov compte une seule sélection avec l'équipe d'Ouzbékistan en 2001.

### Carrière d'entraîneur
Le 29 septembre 2015, Iouri Siomine est remercié de ses fonctions, Ruslan Agalarov devient alors l'entraîneur intérimaire du club.

## Statistiques
| Saison                | Club                             | Championnat           | Championnat | Championnat | Coupe(s) nationale(s) | Coupe(s) nationale(s) | Compétition(s) continentale(s) | Compétition(s) continentale(s) | Compétition(s) continentale(s) | Total | Total |
| Saison                | Club                             | Division              | M.          | B.          | M.                    | B.                    | Comp.                          | M.                             | B.                             | M.    | B.    |
| 1991                  | Kaspi Kaspiisk                   | D4                    | 32          | 0           | -                     | -                     | -                              | -                              | -                              | 32    | 0     |
| 1992                  | Kaspi Kaspiisk                   | D3                    | 32          | 2           | 1                     | 1                     | -                              | -                              | -                              | 33    | 3     |
| Sous-total            | Sous-total                       | Sous-total            | 64          | 2           | 1                     | 1                     | -                              | -                              | -                              | 65    | 3     |
| 1993                  | Anji Makhatchkala                | D3                    | 34          | 4           | 1                     | 0                     | -                              | -                              | -                              | 35    | 4     |
| 1994                  | Anji Makhatchkala                | D3                    | 29          | 1           | 4                     | 0                     | -                              | -                              | -                              | 33    | 1     |
| 1995                  | Anji Makhatchkala                | D3                    | 34          | 2           | 3                     | 0                     | -                              | -                              | -                              | 37    | 2     |
| 1996                  | Anji Makhatchkala                | D3                    | 37          | 8           | 6                     | 0                     | -                              | -                              | -                              | 43    | 8     |
| 1997                  | Anji Makhatchkala                | D2                    | 36          | 3           | 1                     | 0                     | -                              | -                              | -                              | 37    | 3     |
| 1999                  | Anji Makhatchkala                | D2                    | 38          | 6           | 2                     | 0                     | -                              | -                              | -                              | 40    | 6     |
| 2000                  | Anji Makhatchkala                | D1                    | 28          | 2           | 1                     | 0                     | -                              | -                              | -                              | 29    | 2     |
| 2001                  | Anji Makhatchkala                | D1                    | 29          | 5           | 5                     | 0                     | C3                             | 1                              | 0                              | 35    | 5     |
| 2002                  | Anji Makhatchkala                | D1                    | 23          | 1           | -                     | -                     | -                              | -                              | -                              | 23    | 1     |
| 2003                  | Anji Makhatchkala                | D2                    | 40          | 5           | 5                     | 1                     | -                              | -                              | -                              | 45    | 6     |
| 2004                  | Anji Makhatchkala                | D2                    | 39          | 5           | -                     | -                     | -                              | -                              | -                              | 39    | 5     |
| 2005                  | Anji Makhatchkala                | D2                    | 5           | 0           | -                     | -                     | -                              | -                              | -                              | 5     | 0     |
| Sous-total            | Sous-total                       | Sous-total            | 372         | 42          | 28                    | 1                     | -                              | 1                              | 0                              | 401   | 43    |
| 1998                  | Lokomotiv Mineralnye Vody (prêt) | D3                    | 19          | 4           | -                     | -                     | -                              | -                              | -                              | 19    | 4     |
| 2005                  | Dinamo Makhatchkala              | D2                    | 17          | 7           | -                     | -                     | -                              | -                              | -                              | 17    | 7     |
| 2006                  | Dinamo Makhatchkala              | D2                    | 38          | 8           | 1                     | 1                     | -                              | -                              | -                              | 39    | 9     |
| 2007                  | Anji Makhatchkala                | D2                    | 35          | 6           | -                     | -                     | -                              | -                              | -                              | 35    | 6     |
| 2008                  | Anji Makhatchkala                | D2                    | 22          | 2           | 1                     | 0                     | -                              | -                              | -                              | 23    | 2     |
| Total sur la carrière | Total sur la carrière            | Total sur la carrière | 567         | 71          | 31                    | 3                     | -                              | 1                              | 0                              | 599   | 74    |

## Palmarès
Anji Makhatchkala
- Champion de Russie de D2 en 1999.
- Finaliste de la Coupe de Russie en 2001.